# Křečík šedý
Křečík šedý (Nothocricetulus migratorius), též křeček šedý, je druh křečka. Vyskytuje se ve východní Evropě, na Středním východě, v Mongolsku a západní Číně. Je veliký 85 až 120 milimetrů (bez ocasu). Stupeň ohrožení podle IUCN je málo dotčený (LC). 

## Chování
Křeček šedý je aktivní večer a v noci. Hrabe si hluboký komplex chodeb pod zemí, v těchto chodbách potom schovává potravu na zimu. Živí se kořeny a zelenými části rostlin, semeny, hmyzem, ale nepohrdne ani odpadky. V zimě nespí zimním spánkem, proto si na ni schovává potravu. Každý rok má obvykle šest až sedm mláďat. 